# Okres Rychnov nad Kněžnou
 Okres Rychnov nad Kněžnou (deutsch Bezirk Reichenau an der Knieschna) befindet sich Osten des Královéhradecký kraj (Tschechien). Auf 982 km² leben 80.186 Einwohner (Stand 1. Januar 2023). 55 % der Fläche lässt sich landwirtschaftlich nutzen, 37 % bilden meist Nadelwälder. Von den 80 Gemeinden haben neun den Status einer Stadt.
15.000 Unternehmen haben sich im Bezirk angesiedelt, davon sind 14 % in der Land- und Forstwirtschaft tätig, 14 % im produzierenden Gewerbe und mehr als ein Viertel betreibt Handel. Ein Drittel der Beschäftigten arbeiten in der Industrie, meist Metallverarbeitung, Maschinenbau, Nutzfahrzeugzulieferer, Textil- und Nahrungsmittelindustrie. 8 % der Beschäftigten sind auf dem Bau tätig.
Sehenswert ist neben den zwölf Naturdenkmälern und 20 Naturreservaten vor allem das geschützte Gebiet der Orlické hory, sowie das Nationale Naturreservat Bukačka, oft auch der botanische Garten der Orlické hory genannt.
Zum 1. Januar 2007 wechselten die Gemeinden Jílovice, Ledce und Vysoký Újezd in den Okres Hradec Králové.

## Städte und Gemeinden
Albrechtice nad Orlicí – Bačetín – Bartošovice v Orlických horách – Bílý Újezd – Bohdašín – Bolehošť – Borohrádek – Borovnice – Bystré – Byzhradec – Častolovice – Čermná nad Orlicí – Černíkovice – České Meziříčí – Čestice – Deštné v Orlických horách – Dobré – Dobruška – Dobřany – Doudleby nad Orlicí – Hřibiny-Ledská – Chleny – Chlístov – Jahodov – Janov – Javornice – Kostelecké Horky – Kostelec nad Orlicí – Kounov – Králova Lhota – Krchleby – Kvasiny – Lhoty u Potštejna – Libel – Liberk – Lično – Lípa nad Orlicí – Lukavice – Lupenice – Mokré – Nová Ves – Očelice – Ohnišov – Olešnice – Olešnice v Orlických horách – Opočno – Orlické Záhoří – Osečnice – Pěčín – Podbřezí – Pohoří – Polom – Potštejn – Proruby – Přepychy – Rohenice – Rokytnice v Orlických horách – Rybná nad Zdobnicí – Rychnov nad Kněžnou – Říčky v Orlických horách – Sedloňov – Semechnice – Skuhrov nad Bělou – Slatina nad Zdobnicí – Sněžné – Solnice – Svídnice – Synkov-Slemeno – Trnov – Třebešov – Tutleky – Týniště nad Orlicí – Val – Vamberk – Voděrady – Vrbice – Záměl – Zdelov – Zdobnice – Žďár nad Orlicí